# Overnight Sensation ～時代就交給你了～
《Overnight Sensation ～時代就交給你了～》，是日本歌舞組合trf的第10張單曲和代表作之一。1995年3月8日發行。

## 簡介
三個月連續發行單曲的第三彈。
被用作由TRF親自出演的本田技研工業「本田Dio」的電視廣告歌曲。同年8月又被起用為東映、富士電視台共同製作的電影《流星花園》的片尾曲。
連續五張單曲銷量超過百萬，總銷量達106.3萬張，是1995年度日本單曲銷量第27位。
榮獲第37回日本唱片大賞，是avex旗下藝人首次獲得唱片大賞，avex為此專門發行了紀念性的電話卡。也是「小室家族」藝人首次獲獎，之後「小室家族」藝人連續四年獲得唱片大賞。
在電台節目《TRF Cork Into the Groove》中排行第4位。DJ KOO在出演日本電視台的音樂節目時也曾表示這首歌是「TRF的歌曲中最優秀的歌」。

## 收錄曲目
作詞、作曲：小室哲哉；編曲：小室哲哉&久保浩二
1. Overnight Sensation ～時代就交給你了～ [Original Mix]
2. Overnight Sensation ～時代就交給你了～ [Extented Mix]
3. Overnight Sensation ～時代就交給你了～ [Original Karaoke]

## 外部連結
- 唱片介紹